# اتفاقية حماية كابلات الاتصالات البحرية
تم توقيع اتفاقية حماية كابلات الاتصالات البحرية في عام 1884. وتضمنت الأطراف الموقعة على الاتفاقية بريطانيا العظمى والأرجنتين والنمسا-المجر وبلجيكا والبرازيل وكلومبيا وكوستاريكا والدانمارك وجمهورية الدومينيكان وفرنسا وألمانيا واليونان وغواتيمالا وإيطاليا وهولندا وفارس والبرتغال ورومانيا وروسيا والسلفادور وصربيا وإسبانيا والسويد والنرويج وتركيا والولايات المتحدة والأوروغواي.
ونصت الاتفاقية على أن اعتبار إلحاق الضرر بكابلات الاتصالات البحرية من «الجرائم التي يُعاقب عليها القانون». علاوة على ذلك، يجب تنظيم جميع السفن بحيث تبقى بعيدة بمسافة 1 ميل بحري (1.9 كـم) عن سفن مد الكابلات عندما تكون قيد التشغيل. وأي سفينة تتسب بطريق الخطأ في اشتباك الكابل بشباك الصيد والتضحية بهذه الشباك لتجنب كسر الكابل فسيتم تعويضها عن المعدات المفقودة.